# Lovehunter
| 전문가 평가                      | 전문가 평가 |
| 평가 점수                        | 평가 점수   |
| 출처                             | 점수        |
| -------------------------------- | ----------- |
| AllMusic                         | [ 3 ]       |
| Collector's Guide to Heavy Metal | 7/10        |
| The Rolling Stone Album Guide    | [ 5 ]       |

《Lovehunter》는 1979년 9월 21일에 발매된 영국의 하드 록 밴드 화이트스네이크의 두 번째 스튜디오 음반이다. 이 음반은 영국 음반 차트에서 29위를 기록한 밴드들의 첫 번째 영국 톱 30 음반이었다. 음반의 주요 트랙인 〈Long Way from Home〉은 영국 차트에서 55위에 올랐으며, 〈Walking in the Shadow of the Blues〉는 가장 인기 있고 초기에 화이트스네이크의 노래를 극찬한 곡 중 하나였다. 이 음반은 커버 아트로 인해 논란이 되었다.

## 배경
이 밴드는 클리어웰 캐슬에서 음반 작업을 했다. 이전 두 개의 음반과 마찬가지로 마틴 버치가 프로듀싱했다. 이 음반은 딥 퍼플의 전 드러머 이언 페이스로 대체되기 전 데이브 다울이 피처링한 그룹의 마지막 음반이었다.
버니 마즈든은 당시 밴드 멤버들이 "좋고, 건강하고, 긍정적인" 방식으로 논쟁했고, "그 때문에 밴드는 《Ready an' Willing》 (1980년)과 《Come an' Get It》 (1981년)으로 점점 더 성공했다"고 회상했다. 그는 좋은 음반이라고 생각했고, 커버데일이 공유하지 않았고 차라리 EP로 발매했을 것이라고 생각했다.

## 커버 아트
《Lovehunter》는 벌거벗은 여성이 큰 뱀을 밟고 다니는 모습을 보여주는 논란의 여지가 있는 커버 아트로 판타지 예술가 크리스 아킬레오스에 의해 만들어졌다. 이 음반은 2003년까지, 그리고 게리 휴즈의 록 오페라 《Once and Future King Part 1》까지 그가 여러 해 동안 디자인한 마지막 음반 커버였다. 《Lovehunter》의 원작은 1980년대에 도난당했다.
비슷한 아이디어가 3년 전에 존 로드의 《Sarabande》 음반 커버에 사용되었었다. 로드는 《Lovehunter》 당시 화이트스네이크에 있었다.

## 곡 목록
| #  | 제목                                   | 작사·작곡             | 재생 시간 |
| -- | -------------------------------------- | --------------------- | --------- |
| 1. | 〈Long Way from Home〉                 | 데이비드 커버데일     | 4:58      |
| 2. | 〈Walking in the Shadow of the Blues〉 | 커버데일, 버니 마즈든 | 4:26      |
| 3. | 〈Help Me Thro' the Day〉              | 리언 러셀             | 4:40      |
| 4. | 〈Medicine Man〉                       | 커버데일              | 4:00      |
| 5. | 〈You 'n' Me〉                         | 커버데일, 마즈든      | 3:25      |

| #   | 제목                    | 작사·작곡                                                  | 재생 시간 |
| --- | ----------------------- | ---------------------------------------------------------- | --------- |
| 6.  | 〈Mean Business〉       | 커버데일, 미키 무디, 마즈든, 닐 머리, 존 로드, 데이브 다울 | 3:49      |
| 7.  | 〈Love Hunter〉         | 커버데일, 무디, 마즈든                                     | 5:38      |
| 8.  | 〈Outlaw〉              | 커버데일, 마즈든, 로드                                     | 4:04      |
| 9.  | 〈Rock 'n' Roll Women〉 | 커버데일, 무디                                             | 4:44      |
| 10. | 〈We Wish You Well〉    | 커버데일                                                   | 1:39      |